# Майк Тіндолл
Майкл «Mайк» Джеймс Тіндолл (англ. Michael James Tindall, нар. 18 жовтня 1978, Отлі, Західний Йоркшир, Велика Британія) — колишній англійський регбіст, член британської королівської родини. Тіндолл виграв 75 матчів за збірну Англії з 2000 по 2011 роки. Він був членом збірної Англії, яка виграла Чемпіонат світу 2003 року.

## Ранні роки
Народився 18 жовтня 1978 року в лікарні «Wharfedale» в Отлі, Західний Йоркшир, в сім'ї Філіпа Тіндолла, банкіра «Barclays» та Лінди Шеперд, соціального працівника.
Серед предків Тіндолла по материнській лінії були каменярі та ткачі. Його прадід по лінії батька, Артур Саткліфф Тіндолл, був ковалем, онуком Вільяма Тіндолла, землевласника, який обробляв 105 акрів у Ферберні, Північний Йоркшир.
Майк здобув освіту в державній школі «Queen Elizabeth Grammar School» .

## Кар'єра
Тіндолл приєднався до регбійського клубу «Бат» одразу після школи, у 1997 році, коли йому виповнилося 18 років.
Попри критику впродовж багатьох років з боку Вілла Карлінга та колишнього захисника клубу Стюарта Барнса, він закріпив за собою позицію зовнішнього центрового гравця завдяки командній грі з внутрішнім центровим гравцем Віллом Грінвудом, який грав на Кубку світу з регбі 2003 року.
Тіндолл носив футболку з номером 12 і грав у зовнішньому центрі, він зазвичай знаходився на полі біля Грінвуда, оскільки останній вважав за краще носити футболку з номером 13 через власні забобони.
Тіндолл пропустив Турнір шести націй у 2005 році через травму стопи.
Він не зміг відновити свою фізичну форму для туру «British & Irish Lions» у Новій Зеландії 
.
У 2005 році контракт Тіндолла було продовжено, але він постав перед труднощами через сувору політику обмеження зарплатні клубу у якому виступав.
Після сварки з власником клубу Ендрю Браунсвордом Тіндолл припинив свою восьмирічну співпрацю з «Батом». Він вирішив приєднатися до суперника клубу з Вест Кантрі, «Gloucester Rugby», уклавши трирічний контракт на суму 150 000 фунтів стерлінгів.
Після відновлення від отриманої травми у 2005 році, Тіндолл брав участь у турнірі «British Poker Open», зайнявши 3-е місце, але потім був вибитий Джоном Гейлом.
18 листопада 2006 року Тіндолл вперше в сезоні стартував у Прем'єр-лізі Гіннесса проти «Васпс», який посів третє місце.
Через травму гомілки в сезоні 2006/07 він зіграв лише двічі в заміні, проти «Вустера» та «Айріша». Однак Майк повернувся після травми з набагато кращими результатами.
Тіндолл знову був включений до стартового складу збірної Англії на першому матчі шести націй проти Шотландії у Твікенхемі під керівництвом нового головного тренера Браяна Ештона, обраного замість колишнього футболіста регбійної ліги Енді Фаррелла.
У квітні 2007 року, граючи на виїзному матчі проти «Ньюкасл Фелконс» у Прем'єр-лізі Гіннеса, Тіндолл зламав ногу, що змусило його пропустити решту сезону, в тому числі фінал Прем'єр-ліги Гіннеса. Він також пропустив відбір на Кубок світу з регбі 2007 року.
У жовтні 2007 року, відновившись після травми, Тіндолл повернувся до стартового складу команди «Глостер» проти «Ворчестер Варріорс» вдома в чемпіонаті Гіннесса
.
7 грудня 2007 року під час матчу проти «Бургуана» на Кубку Гайнекен, Тіндолл покинув поле з травмою гомілки. Попри цю травму, він швидко відновився і грав наступного тижня за Глостер.
Під час матчу Майк випадково приземлився на ногу Марка Джонса. Отримані травми спричинили внутрішню кровотечу, перфорацію печінки, а також у Майка була пробита легеня.
На прес-конференції Майк заявив, що він «щасливий, що залишився живим» після травми, але з нетерпінням чекає повернення на поле у квітні.
У січні 2008 року Тіндолл оголосив про підписання нового трирічного контракту, щоб залишитися в «Глостері» до кінця сезону 2011 року.
У квітні 2012 року «Глостер» оголосив, що Тіндолл стане одним із 11 гравців, які не будуть грати за клуб наступного сезону. Однак у червні 2012 року він уклав однорічний контракт як гравець і тренер захисників у «Глостері».
У травні 2013 року він підписав новий контракт, щоб залишитися тренером захисників ще на один рік.
15 липня 2014 року Тіндолл оголосив про завершення кар'єри в професійному регбі .

## Особисте життя
21 грудня 2010 року Букінгемський палац оголосив про заручини Майка Тіндолла з Зарою Філліпс, донькою принцеси Анни та її першого чоловіка капітана Марка Філліпса.
Зара є старшою онукою королеви Єлизавети II та принца Філіпа, герцога Единбурзького, а також племінницею короля Карла III.
Пара вперше зустрілася під час Чемпіонату світу з регбі 2003 року в Австралії. Згідно з вимогами Закону про королівські шлюби 1772 року, королева дала згоду на їхній шлюб на засіданні Таємної ради 10 травня 2011 року.
Весілля відбулося 30 липня 2011 року в «Canongate Kirk» в Единбурзі за участі 400 гостей, включно з королівською родиною 
.
17 січня 2014 року Зара народила першу доньку в Королівській лікарні графства Глостершир. Пара назвала дитину Міа Грейс Тіндолл. Мія була охрещена 30 листопада 2014 року в церкві Святого Миколая в Черінгтоні, графство Глостершир.
Наступні дві вагітності Зари закінчилися викиднем, перш ніж друга донька пари Лена Елізабет Тіндолл народилася 18 червня 2018 року в пологовому будинку Страуда.
Третя дитина Майка та Зари (син Лукас Філіп Тіндолл) з'явилася на світ 21 березня 2021 року в Ґеткомб-парку.